# Mahmud Xah I Tughluk
Mahmud-Xah Tughluq fou un efímer sultà de Delhi, d'origen incert, si bé proclamat com a suposat fill de Muhammad Shah II Tughluk.
A la mort del sultà Muhammad Shah II al Sind el març de 1351 va seguir un període confós, ja que ningú sabia on era el seu cosí Firuz, hereu designat, al qual els rumors consideraven mort en la lluita contra els mongols; el wazir Khwadja-i Djahan Ahmad Ayaz va posar al tron a un nen de sis anys, probablement de pares desconeguts, que va afirmar que era el fill de Muhammad i l'hereu legítim.
Quan Firuz, que era en campanya al Sind, va donar notícies seves amb un cert retard, Ayaz va evitar el contacte en lloc de fer-li submissió i entregar al sultà infant. Però els altres nobles van aprofitar per exigir la seva deposició i execució. Firuz Shah Tughluk (1351-1388) fou proclamat (març) i Ahmad Ayaz, de 84 anys, es va avançar a la seva execució i es va fer matar per un amic. La sort del jove sultà no és esmentada.